# TG3
TG3 è il telegiornale della terza rete televisiva della Rai, Rai 3.
Lo studio e la redazione hanno sede nella Palazzina C del centro di produzione Rai di Saxa Rubra a Roma, dal quale vanno in onda le principali edizioni (eccetto quella delle 12:00, trasmessa da Milano) e alcune rubriche. Dal 20 marzo 2025 il direttore della testata è Pierluca Terzulli.

## Storia

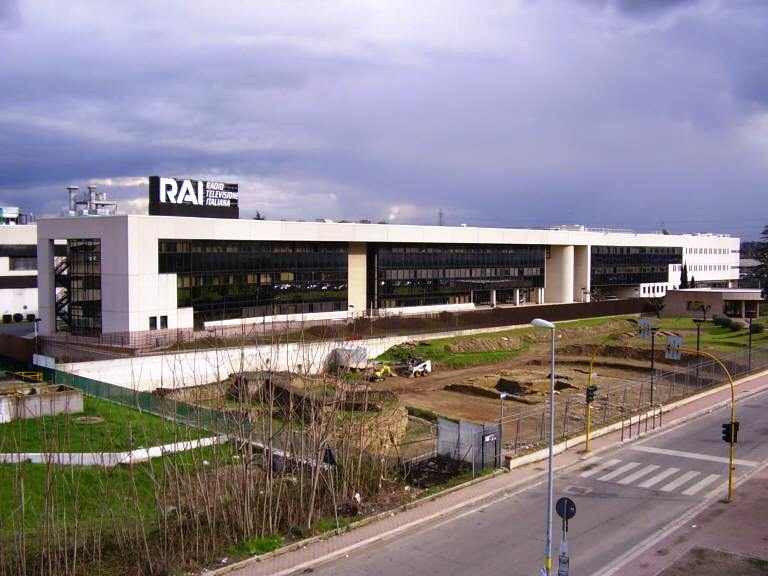
Il Centro radiotelevisivo Biagio Agnes, sede del TG3 dal 1990.

Fotogramma della sigla in uso dall'11 gennaio 2021

### Gli esordi
Nacque nel 1979 grazie alla riforma della RAI del 1975 quando, dopo oltre un anno di sperimentazioni, la terza rete televisiva della Rai incominciò le proprie trasmissioni regolari alle ore 18:30 del 15 dicembre 1979; all'inizio il servizio raggiungeva tutti i capoluoghi di regione e il 45% della popolazione italiana. Il telegiornale esordì mezz'ora dopo l'esordio del canale dopo la trasmissione di inaugurazione, e da esso dipendevano le venti redazioni regionali, che tuttavia rimanevano terminali anche degli altri telegiornali e del giornale radio. Aveva una sola edizione serale di trenta minuti, che presentava un quarto d'ora dedicato all'informazione nazionale (dalle 19:00 alle 19:15) e un altro quarto d'ora dedicato all'informazione regionale (dalle 19:15 alle 19:30). Il primo direttore è Biagio Agnes, affiancato dal condirettore Sandro Curzi e dai vicedirettori Alberto La Volpe e Orazio Guerra.
In un primo momento, le difficoltà nella realizzazione del telegiornale non erano poche, soprattutto a causa della grave scarsità di mezzi concessi in quel periodo dalla Rai. La testata regionale ha anche il compito di assicurare i contributi televisivi e radiofonici da Roma e dal Lazio alle altre sedi regionali della Rai. Il TG3 aveva due edizioni al giorno, una alle 19:00 e l'altra alle 22:00, che però era una replica dell'edizione precedente (in seguito venne aggiunta anche una terza edizione, in onda a mezzanotte circa). Il primo conduttore del TG3 nazionale fu Giorgio Chiecchi, al quale si alternavano inizialmente Marisa Bernabei e Carlo Brienza. In seguito Danila Bonito e Franco Poggianti entrarono a far parte della rosa dei conduttori. La lettura delle notizie era anche affidata agli speaker, fra cui Augusto Lombardi, divenuto famoso con Meteo 3.
Il caporedattore del TG3 Lazio era Ruggero Tagliavini; Franco Alfano (noto al pubblico dal 1978 per aver ripreso in esclusiva per l'emittente privata romana GBR, dove lavorava, il corpo senza vita del presidente della DC Aldo Moro in via Caetani, a Roma) fu il primo conduttore dell'edizione regionale del Lazio. Con lui si alternavano in studio Mariolina Sattanino, Lucio Marcatajo e Giulio Sciorilli Borrelli.
Nel 1980 venne nominato nuovo direttore Luca Di Schiena, al posto di Biagio Agnes, che diventò il nuovo vicedirettore generale della Rai per la radiofonia. Nel 1986 nacquero l'edizione nazionale del Meteo 3 (fino a quel momento le previsioni del tempo di RaiTre erano solo regionali) e l'edizione pomeridiana del TG (in onda alle 14:30).
Nel 1987 il TG3 diventò una vera e propria testata nazionale autonoma, mentre la testata regionale assunse il nome Rai Regione. La durata del telegiornale nazionale delle 19:00 venne aumentata, arrivando a mezz'ora e concludendosi quindi alle 19:30. Nuovo direttore del TG3 divenne Sandro Curzi, che rivoluzionò la testata cambiandone fisionomia e linea editoriale; venne rinnovata anche la sigla del notiziario, commissionata a Mario Sasso per la grafica e a Brian Eno per la musica, trasmessa a partire dal 13 giugno di quell’anno.
Durante la direzione Curzi, il TG3 registrò un incremento dell'ascolto, nonostante disponesse di risorse molto inferiori rispetto al TG1 e al TG2. Inoltre, il TG3 diventò più vicino al Partito Comunista Italiano, contrapponendosi al TG1 democristiano ed al TG2 d'impronta socialista, ricevendo contestualmente accuse di faziosità, al punto da venir definito dai detrattori TeleKabul; il termine fu usato pubblicamente per la prima volta da Giuliano Ferrara nel 1989 durante il suo intervento sul palco del 45º congresso del PSI (anche se il termine era in uso già in precedenza negli ambienti del PSI) in riferimento a Kabul, capitale dell'Afghanistan, che era diventata il centro di comando dell'Unione Sovietica fin dall'invasione del paese nel 1979. Curzi, nonostante fosse un giornalista in quota PCI, affermò che la redazione del TG3 non meritasse di essere definita in questi termini. Qualche tempo dopo Curzi disse di avere alcuni esponenti del PCI critici nei suoi confronti, poiché la sua nomina a direttore di un notiziario Rai era considerata un compromesso con un sistema verso cui il PCI si considerava all'opposizione (al momento della nomina di Curzi, il PCI si astenne dal votare a favore, criticando il metodo utilizzato per la scelta dei dirigenti).

### Anni 1990
Negli anni novanta vennero aggiunte nuove rubriche come TG3 Nuovo Giorno, TG3 In edicola con la rassegna stampa dei quotidiani italiani ed esteri, l'approfondimento TG3 Telesogni e TG3 Articolo 1. In seguito all'impegno della testata durante la prima guerra del Golfo, Curzi riesce a ottenere una nuova edizione, rendendo il TG3 una testata quasi alla pari con le altre due: nasce una nuova formula per l'edizione di mezza sera (condotta in contemporanea da Roma e da New York) e nasce l'edizione di mezzogiorno (in onda dal Centro di Produzione RAI di Milano, dal quale ancora oggi va in onda).
Nel 1994 in Somalia, l'inviata Ilaria Alpi e il cineoperatore Miran Hrovatin rimasero uccisi a Mogadiscio.
A Curzi succede Andrea Giubilo, in quota DC, e, dopo breve tempo, la direttrice Daniela Brancati.
Nel 1999, sotto la guida di Ennio Chiodi, il TG3 e la TGR vengono accorpati nella nuova testata unica Telegiornale 3, che raccoglie l'eredità dei telegiornali regionali. Di conseguenza, dall'8 marzo il TG3 cambia nome in T3.

### Anni 2000
Dal 17 gennaio 2000 la direzione della testata viene affidata a Nino Rizzo Nervo, che dal 23 luglio dello stesso anno ripristinerà il nome TG3, estendendo il cambiamento anche alle edizioni regionali. La realizzazione della sigla venne affidata a Eric Buffat. Nell'estate del 2001 Rizzo Nervo diede le dimissioni dalla redazione, ma furono respinte.
Gli succede Antonio Di Bella, che dal giugno 2002 scinde i notiziari regionali dal TG3, favorendo il ritorno della TGR come testata autonoma: la prima rimane solo una testata nazionale, mentre a dirigere la TGR arriva Angela Buttiglione, già conduttrice del TG1 e direttrice della TSP (oggi Rai Parlamento). L'edizione pomeridiana, fino ad allora in onda alle 14:30, viene anticipata alle 14:20, allungandosi di 20 minuti. Il 19 marzo 2003 il TG3 rinnova i jingle della sigla e dei titoli, composti da Luigi Pellegrino. Nel 2006 nasce una nuova edizione notturna, a carattere internazionale, intitolata Night news. Nel 2007 nasce anche l'edizione LIS, in onda intorno alle 15:00-15:10, dopo TGR Leonardo (prima andava in onda dopo TGR Neapolis fino all'estate del 2010), entrambe in onda tutti i giorni (quella per i non udenti andava in onda solo dal lunedì al venerdì inizialmente). Dal 20 ottobre 2008 va in onda TG3 Linea Notte, rubrica di approfondimento che nasce dall'accorpamento di Primo piano e delle edizioni di mezzasera, che restano in onda solo nel fine settimana.
Nello stesso anno è stata introdotta l'edizione flash TG3 Minuti, in onda tutti i giorni alle 11:10 (e per i primi anni in onda alle 21:00) con una durata di 3 minuti. Tale edizione è stata poi cancellata il 12 settembre 2016.
Nel novembre dello stesso anno i giornalisti del TG3 partecipano in lutto ai funerali dell'ex direttore della testata Sandro Curzi. Ai suoi funerali partecipano anche importanti giornalisti di Rai 3, come Corrado Augias, nonché politici di tutti gli schieramenti.
A fine settembre 2009 viene nominata alla direzione del telegiornale Bianca Berlinguer, in sostituzione di Antonio Di Bella che è passato a dirigere la rete.

### Anni 2010
Il 24 maggio 2010 il TG3 rinnova logo, veste grafica e studio.
Nel mese di giugno l'inviato dall'estero Riccardo Chartroux subentra alla direttrice Bianca Berlinguer nella conduzione dell'edizione delle 19:00, cui farà poi ritorno a settembre.
In autunno Alessandra Carli e Cristiana Palazzoni subentrano rispettivamente a Nadia Zicoschi (passata al TG2), a Maria Rosaria De Medici (passata a condurre la rubrica Fuori TG) e a Luca Mazzà (passato a Rai Sport).
Nel 2013 Jari Pilati subentra alla conduzione dell'edizione di mezzogiorno da Milano, mentre Tatiana Lisanti all'edizione principale delle 19:00, in sostituzione di Giuliano Giubilei, il quale diventerà vicedirettore della testata e conduttore di Linea Notte, TG3 Minuti e di mezzasera. Lucia Goracci invece passa a Rai News 24. In autunno viene nominato vicedirettore Maurizio Ambrogi, fino a quel momento capo della redazione politica, che viene affidata ad Alessandra Carli, la quale lascia dunque la conduzione dell'edizione pomeridiana.

Logo utilizzato dal 25 maggio 2014 al 9 settembre 2019

Dal 25 maggio 2014 il TG3 inizia a produrre i propri servizi in formato digitale, convertendo la trasmissione al formato 16:9, sbarazzandosi delle videocassette ormai obsolete e adottando una nuova grafica, un nuovo logo e lo studio, più moderno e tecnologicamente avanzato rispetto al precedente, dotato di un nuovo apparato di schermi ledwall.
Dal 4 agosto 2016 il nuovo direttore del TG3 è Luca Mazzà, sotto la cui gerenza nasce una nuova edizione, Nel mondo, e vengono apportati i primi cambiamenti nell'impostazione visiva delle trasmissioni (differente fotografia e utilizzo della scenografia in studio), culminati il 21 novembre 2016 con l'introduzione di una nuova videosigla.
Il 31 ottobre 2018 il consiglio di amministrazione della Rai, su proposta dell'amministratore delegato Fabrizio Salini, delibera la nomina di Luca Mazzà al Giornale Radio Rai. Quest'ultimo viene sostituito alla direzione del TG3 da Giuseppina Paterniti.

Logo utilizzato dal 9 settembre 2019 all'11 gennaio 2021

Il 9 settembre 2019, in occasione del 40º anniversario della testata e di Rai 3, il TG3 rinnova sigla, grafica e logo, mentre lo studio rimane immutato.

### Anni 2020
Il 15 maggio 2020 viene nominato Mario Orfeo come nuovo direttore della testata, prendendo il posto di Giuseppina Paterniti che si occuperà del coordinamento dell'offerta informativa della Rai. Orfeo è il secondo ex direttore del TG1 a dirigere la testata della terza rete dopo Nuccio Fava.
Dall'edizione delle 19:00 dell'11 gennaio 2021, il TG3 va in onda da un nuovo studio, adottando un nuovo logo e una nuova veste grafica.
Il 18 novembre 2021 Simona Sala diventa la nuova direttrice del TG3, prendendo il posto di Mario Orfeo, il quale torna alla direzione della testata dopo appena 8 mesi, il 9 giugno 2022, a seguito della nomina della Sala a direttrice del Day Time.
Il 6 ottobre 2024 Orfeo si congeda dalla direzione del TG3, essendo stato nominato direttore del quotidiano la Repubblica. Al suo posto viene nominato Pierluca Terzulli, dapprima in qualità di vicedirettore ad interim e poi, dal 20 marzo 2025, come direttore.

## Edizioni

### Attuali
- TG3 ore 12:00: in onda tutti i giorni alle ore 12:00 con una durata di 25 minuti (il sabato e la domenica, e nel periodo estivo, 15 minuti), va in onda dal centro di produzione Rai di Corso Sempione a Milano (precisamente dallo studio TV4 HD) a differenza di tutte le altre edizioni, che vanno in onda invece dagli studi di Saxa Rubra. È preceduta dal meteo dal lunedì al venerdì, mentre il sabato e la domenica va in onda in coda al notiziario. L'edizione, introdotta nel 1991, conteneva anche la pagina sportiva a cura di Rai Sport (in onda nell'edizione dal 1997 al 2018) e, per questo motivo, alcune guide TV la indicavano come TG3 Sport, facendo credere che fosse un notiziario sportivo a cura del TG3.
- TG3 Giorno: in onda dal lunedì al sabato alle 14:25 con una durata di 20 minuti e la domenica alle 14:15 circa con una durata di 15 minuti. Dal lunedì al sabato, dopo quest'edizione, va in onda il meteo. Quest'edizione (introdotta con il restyling del 1987) andava in onda inizialmente alle 14:30, per poi assumere l'attuale orario dal 10 giugno 2002, con il ritorno della distinzione tra il TG3 e la TGR. Ogni sabato, all'interno dell'edizione, va in onda la rubrica Pixel.
- TG3 LIS: in onda dal lunedì al venerdì alle ore 15:15 con una durata di 5 minuti. Il sabato va in onda alle 14:50 al termine dell'edizione delle 14:25 mentre la domenica va in onda alle 12:55 per lasciare spazio al programma In mezz'ora, è l'unica edizione in lingua dei segni italiana. I conduttori sono quelli dell'edizione delle 14:25. Va in onda dal 2007. Dal 16 ottobre 2016 l'edizione della domenica va in onda alle 12:55. Dal 12 settembre 2016 è l'unica edizione flash del TG. Dal lunedì al venerdì questa edizione è seguita dal TG Parlamento.
- TG3 ore 19:00: è l'edizione principale del TG in onda tutti i giorni alle ore 19:00 con una durata di 35 minuti. Viene anticipata dal meteo (in onda alle 18:30 dal lunedì al venerdì e alle 18:55 nel weekend). Quando la testata era diretta da Bianca Berlinguer, spesso era quest'ultima a condurre questa edizione e ciò accadeva soprattutto in occasione di giornate in cui vi erano notizie particolarmente importanti, che meritavano un commento da parte dell'allora direttrice della testata, o quando c'erano ospiti di rilievo da intervistare in diretta. Nelle stesse situazioni, l'edizione veniva raramente condotta dal vicedirettore Giuliano Giubilei. A volte, questa edizione era condotta anche da Maria Rosaria De Medici e Francesca Capovani.
- TG3 Mondo: è un approfondimento che va in onda ogni sabato e domenica in seconda serata (inizialmente era prevista solo la domenica). Quest'edizione ha debuttato il 25 settembre 2016 al posto del TG3 Sera, è condotta da Maria Cuffaro e si caratterizza per raccontare le notizie dall'estero, con ospiti in studio e l'aiuto dei corrispondenti Rai dalle varie sedi estere. In studio insieme a Maria Cuffaro c'è il giornalista di turno che conduce una breve edizione con le notizie più importanti del giorno. Durante il periodo estivo consiste in un'edizione del telegiornale della durata di 15-20 minuti. Fino al 2019 si chiamava TG3 Nel mondo.
- TG3 Sera: inizialmente questa edizione andava in onda alle 22:00 con il titolo TG3 Mezzasera, per poi essere posticipata alle 22:30 dal 1991 e rinominata nel nome odierno. Andava in onda con quest'ultimo orario almeno fino al 1999, mentre dallo stesso anno al 2008 andava in onda alle 23:00 circa. Dal 25 settembre 2016 l'edizione della domenica (e in seguito anche quella del sabato) viene sostituita da TG3 Mondo. Al giorno d'oggi va in onda unicamente ad agosto per sostituire Linea Notte Estate.
- TG3 Linea Notte: in onda dal martedì al sabato a mezzanotte, è un approfondimento nel quale le notizie più importanti della giornata sono analizzate e commentate da ospiti in studio, solitamente esponenti politici e giornalisti. Conduttore storico di questa edizione è stato Maurizio Mannoni, che l'ha condotta fino al 2023. Tra gli attuali conduttori figura Ilaria Capitani.
- TG3 Notte: è l'edizione notturna del telegiornale in onda dal lunedì al venerdì poco dopo la mezzanotte circa con una durata di 10 minuti circa, seguita dal meteo. Sostituisce TG3 Linea Notte durante la pausa natalizia.

### Cessate
- TG3 Minuti: Andava in onda tutti i giorni alle ore 11:10 con una durata di 3 minuti e veniva trasmessa dal centro di produzione Rai di Saxa Rubra a Roma. Non va più in onda dal 12 settembre 2016. I conduttori erano Giuliano Giubilei (vicedirettore), Alessia Gizzi, Paola Di Luca, Alessandra Carli, Tatiana Lisanti, Cristiana Palazzoni, Monica Giandotti, Floriana Bertelli e Maria Grazia Fiorani. Era nata nel 2008 e fino al 2010 andava in onda in prima serata.
- TG3 Mattino: era l'edizione mattutina del TG3, andata in onda dal 21 marzo 1994 al 23 aprile 1999 (l'8 marzo 1999, in seguito al cambio di sigla, venne rinominata in T3 Mattino), che si ripeteva per diverse volte nel corso della mattinata di Rai 3. Inizialmente era un rullo di notizie senza conduzione in video, salvo acquisirla successivamente. L'edizione andava in onda dal lunedì al venerdì.
- TG3 Night News: edizione nata nel 2006, era a carattere internazionale. Andò in onda fino al 2008 per poi essere soppressa e sostituita da TG3 Linea Notte.

## Rubriche

### Attuali
- TG3 Agenda del mondo: settimanale di attualità internazionale in onda il sabato notte intorno all'1:30.
- TG3 Chi è di scena: rubrica di spettacoli condotta fino al 30 giugno 2019 da Rosanna Cancellieri in onda il sabato a tarda notte. Dal 22 settembre successivo non ha più conduzione, eccezione fatta per le interviste in studio curate da Maria Rosaria De Medici.
- TG3 Fuori Linea: in onda la domenica all'interno del TG3 delle 12:00 ed è condotta alcune volte da Anna Frangione ed altre volte da Elisabetta Margonari.
- Fuori TG: in onda dal lunedì al venerdì intorno alle 12:25. Nata il 13 settembre 2010, è condotta da Maria Rosaria De Medici e, talvolta, da Mariella Venditti, che ne è la curatrice. Fino al 17 giugno 2016, prima della consueta pausa estiva, andava in onda subito dopo il TG3 delle 12:00. Nella stagione 2016-2017 è stato spostato alle 13:40, per poi tornare nella consueta collocazione a partire dal 18 settembre 2017. Fino a febbraio 2011 fra i conduttori c'era anche Maurizio Mannoni. La rubrica viene sospesa nel periodo estivo e in quelli festivi.
- TG3 Persone: in onda il sabato all'interno del TG3 delle 12:00.
- TG3 Pixel: rubrica di tecnologia interna all'edizione pomeridiana del sabato del TG3.
- Rai Meteo: rubrica meteorologica a cura di Rai Pubblica Utilità in collaborazione con l'Aeronautica Militare. Nata nel 2018, ha rimpiazzato il Meteo 3 pur continuando a essere curata dal TG3.

### Cessate
- Agri3: rubrica di agricoltura in onda dal 2003 al 2010.
- Articolo 1: rubrica interna al TG3 Nuovo giorno.
- Cifre in chiaro: rubrica economica.
- Derby: quotidiano sportivo in onda a cavallo tra gli anni ottanta e gli anni novanta.
- Finestre: settimanale ideato e condotto da Raffaele Fichera[27], in onda tra il 1999 e il 2000.
- Italie
- Meteo 3: rubrica meteorologica a cura dall'Aeronautica Militare. Nel 2018 insieme alle rubriche meteo delle altre testate è confluita in Rai Meteo. Tra i conduttori storici si ricordano, negli anni '90, Augusto Lombardi, già voce dei GRR e del TG3, e Liliana Ursino, nonché alcune "signorine buonasera".
- Prima Serata: trasmissione d'approfondimento politico andato in onda nel 1997 e condotto da Lucia Annunziata.
- Primo Piano: rotocalco quotidiano in onda dal lunedì al venerdì in seconda serata dal settembre 1993 all'ottobre 2008, quando fu soppresso e sostituito da TG3 Linea Notte.
- Punto Donna: rubrica di moda e mondo femminile ideata e condotta da Ilda Bartoloni.
- Salute informa: rubrica di medicina.
- Sabato notte: rotocalco del sabato sera condotto da Rosanna Cancellieri.
- Shukran
- Speciale TG3 Mattino: approfondimento giornalistico in onda alle 8:00 nel periodo in cui c'era il TG3 Mattino (1994-1999).
- Sport Tre: storica rubrica sportiva in onda per molti anni prima del programma di prima serata. Dal 2003 ha ceduto le giornate del sabato e della domenica a Che tempo che fa, andando in onda, quindi, dal lunedì al venerdì. Originariamente si chiamava TG3 - Lo Sport.
- Telesogni
- Speciale TG3 Ucraina: in onda dal 28 febbraio al 9 maggio 2022 (55 puntate), solitamente dal lunedì al venerdì, in seguito allo scoppio della guerra in Ucraina e condotta da Maria Cuffaro in orari variabili.
- Economia e mercati: andata in onda su Rai News 24 e in simulcast su Rai 3.

## Direttori
| Nome                 | Periodo   |
| -------------------- | --------- |
| Biagio Agnes         | 1979-1980 |
| Luca Di Schiena      | 1980-1987 |
| Sandro Curzi         | 1987-1993 |
| Andrea Giubilo       | 1993-1994 |
| Daniela Brancati     | 1994-1995 |
| Italo Moretti        | 1995-1996 |
| Lucia Annunziata     | 1996-1997 |
| Nuccio Fava          | 1997-1998 |
| Ennio Chiodi         | 1998-2000 |
| Nino Rizzo Nervo     | 2000-2001 |
| Antonio Di Bella*    | 2001-2009 |
| Bianca Berlinguer    | 2009-2016 |
| Luca Mazzà           | 2016-2018 |
| Giuseppina Paterniti | 2018-2020 |
| Mario Orfeo          | 2020-2021 |
| Mario Orfeo          | 2022-2024 |
| Simona Sala          | 2021-2022 |
| Pierluca Terzulli    | dal 2024  |

Nota: i nomi evidenziati in blu riguardano i direttori che oltre a dirigere il TG3 dirigevano anche la TGR.
* Antonio Di Bella ha diretto le redazioni regionali fino al giugno 2002.